# Sadjoavato
Sadjoavato este o comună (în malgașă kaominina) în Madagascar. Acesta aparține districtului Antsiranana II gin Regiunea Diana.
Este situată între Antsiranana și Ambilombe pe Drumul Național Nr.6 la o distanță de aproximativ 51 km de Antsiranana
Numele său înseamnă „Stonejug” (Sadjoa = ulcior; vato = piatră) și este derivat dintr-o legendă a prezenței unui ulcior invizibil din piatră naturală, care este vizibil numai dacă se  aruncă o monedă sau o piatră în interior.
Conform recensământului comunei din 2009, populația localității Sadjoavato era de 6.705 locuitori.
Doar învățământul primar este disponibil în comunăș. Comună oferă acces la servicii spitalicești cetățenilor săi. Majoritatea de 98% din populație sunt fermieri, în timp ce alți 1,5% își primesc mijloacele de subzistență din creșterea animalelor. Cea mai importantă cultură este porumbul, în timp ce alte produse importante sunt maniocul și orezul. Serviciile asigură locuri de muncă pentru 0,5% din populație.

## Drumuri
Acest oraș este traversat de Drumul Național Nr.6